# Dirección de Educación Inicial y Primaria
La Dirección General de Educación Inicial y Primaria (antiguamente Consejo de Educación Inicial y Primaria) es el órgano dependiente de la Administración Nacional de Educación Pública  a cargo de impartir la educación preescolar y primaria en Uruguay, adoptando las resoluciones atenientes al ámbito de su competencia.

## Cometidos
Tiene entre sus funciones proyectar los planes de estudio y aprobar los programas, reglamentar y administrar los servicios docentes y dependencias a su cargo, supervisar el desarrollo de los cursos, proyectar los presupuestos de sueldos, gastos e inversiones correspondientes a los servicios a su cargo,  ejercer la supervisión de los institutos habilitados de la rama respectiva. 
Según la Ley N° 18.437 es el órgano de la Administración Nacional de Educación Pública a cargo de impartir la Educación Inicial y Primaria de todo el País.
Artículo 24: 
"La Educación Inicial tendrá como cometido estimular el desarrollo afectivo, social, motriz e intelectual de los niños y niñas de tres, cuatro y cinco años. Se promoverá una educación integral que fomente la inclusión social del educando, así como el conocimiento de sí mismo, de su entorno familiar, de la comunidad y del mundo natural"
Artículo 25
"La Educación Primaria tendrá el propósito de brindar los conocimientos básicos y desarrollar principalmente la comunicación y el razonamiento que permitan la convivencia responsable en la comunidad."

## Miembros del Consejo
Antiguamente, la directora general y la Consejera eran designadas por el Consejo Directivo Central, mientras que el consejero electo es elegido por los docentes.
Con la supresión de los Consejos de Enseñanza mediante Ley 19.889 la nueva Dirección de Educación Inicial y Primaria es dirigida por un director/a y  subdirector/a, cuya designación depende del Consejo Directivo Central.

## Autoridades
| Directores generales del Consejo de Educación Inicial y Primaria  | Directores generales del Consejo de Educación Inicial y Primaria |
| ----------------------------------------------------------------- | ---------------------------------------------------------------- |
| Nombre                                                            | Periodo                                                          |
| Rosa Márquez                                                      | 1991 - 1995                                                      |
| Sirio Nadrúz                                                      | 1995 - 2000                                                      |
| Teresita González                                                 | 2000 - 2005                                                      |
| Edith Moraes                                                      | 2005 - 2010                                                      |
| Oscar Gómez                                                       | 2010 - 2013                                                      |
| Héctor Florit                                                     | 2013 - 2015                                                      |
| Irupé Buzzetti                                                    | 2015 - 2020                                                      |
| Graciela Fabeyro                                                  | 2020 - 2021                                                      |
| Dirección General de la Direccion de Educación Inicial y Primaria |                                                                  |
| Graciela Fabeyro                                                  | 2021 - presente                                                  |

.

## Cifras
La educación pública en cifras período 2013 al 2014:

### Locales escolares
Se distribuyen por todo el territorio nacional en donde funcionan 1.237 escuelas urbanas, que representan un 96% de la matrícula, y 1.106 escuelas rurales, que representan un 4% de la matrícula. Existen diversos formatos de escuela que buscan dar respuesta a las distintas demandas de la sociedad uruguaya: 11% de las escuelas de tiempo completo, 16% escuelas urbanas comunes, 13% escuelas de atención prioritaria en entornos con dificultades estructurales elativas, 07% de escuelas de práctica y 54% escuelas rurales.

### Matrícula
8 de cada 10 niños asisten a la escuela pública y la matrícula total es de 344.326 alumnos. En educación inicial: 81.947, educación común: 255.672, educación especial: 6.707. En las escuelas primarias públicas trabajan en total 279 inspectores, 2.376 directores, 17.538 maestros, 651 maestros secretarios, 5.141 funcionarios no docentes y 1.077 profesores de educación física.
En 2016, se cuenta con 346 mil estudiantes distribuidos en escuelas de todo el país. Los niños ingresan desde los 3 años.
En mayo de 2016, presentan una aplicación móvil denominada Guri que funciona con la cédula de identidad del escolar y una contraseña e informa a los adultos responsables sobre: 
1. Informes de asistencia a clase de los estudiantes a sus padres o tutores responsables.
2. Avisos sobre la vacunas del niño (en Uruguay las vacunas son obligatorias).
3. Las calificaciones y juicios académicos del estudiante, así como también sus sanciones.

## Departamento de bibliotecas y museos
De este departamento dependen: la Biblioteca Pedagógica Central de Primaria Sebastián Morey Otero, la Biblioteca Uruguaya para Discapacitados Visuales, el Museo Pedagógico José Pedro Varela y la Biblioteca Pedagógica Departamental de Paysandú.  